# Hossein Tavakoli
Hossein Tavakoli (in persiano حسین توکلی‎; Mahmudabad, 10 gennaio 1978) è un ex sollevatore iraniano campione olimpico che ha gareggiato nella categoria dei pesi massimi (fino a 105 kg.).

## Carriera
Nel 1999 Tavakoli vinse la medaglia d'oro ai Campionati asiatici di Wuhan con 400 kg. nel totale. Lo stesso anno si piazzò al 5º posto finale ai Campionati mondiali di Atene con 407,5 kg. nel totale.
L'anno successivo vinse la medaglia d'oro alle Olimpiadi di Sydney 2000 con 425 kg. nel totale, battendo il bulgaro Alan Cagaev (422,5 kg.) ed il qatariota di origine bulgara Said Saif Asaad (420 kg.).
Ritornò su un podio internazionale ai Giochi Asiatici di Busan 2002, ottenendo la medaglia di bronzo con 400 kg. nel totale.
Il suo ultimo risultato importante fu la medaglia d'argento ai Campionati asiatici di Almaty 2004 con 390 kg. nel totale.
Dopo il suo ritiro dall'attività agonistica, diventò allenatore di sollevamento pesi, ed è stato anche responsabile tecnico della squadra nazionale iraniana di questa disciplina.